# 澳大利亚皇家空军达尔文基地
澳大利亚皇家空军达尔文基地（英語：RAAF Base Darwin）是一个位于澳大利亚北领地达尔文的一处澳大利亚皇家空军基地。这个基地与民用之達爾文國際機場共享跑道。基地大约有400名人员作业。